# Тур Калифорнии (женский)
Тур Калифорнии (англ. Tour of California Women’s Race) — шоссейная многодневная велогонка, проходившая по территории США с 2015 по 2019 год. Являлась женской версией мужской гонки Тур Калифорнии.

## История

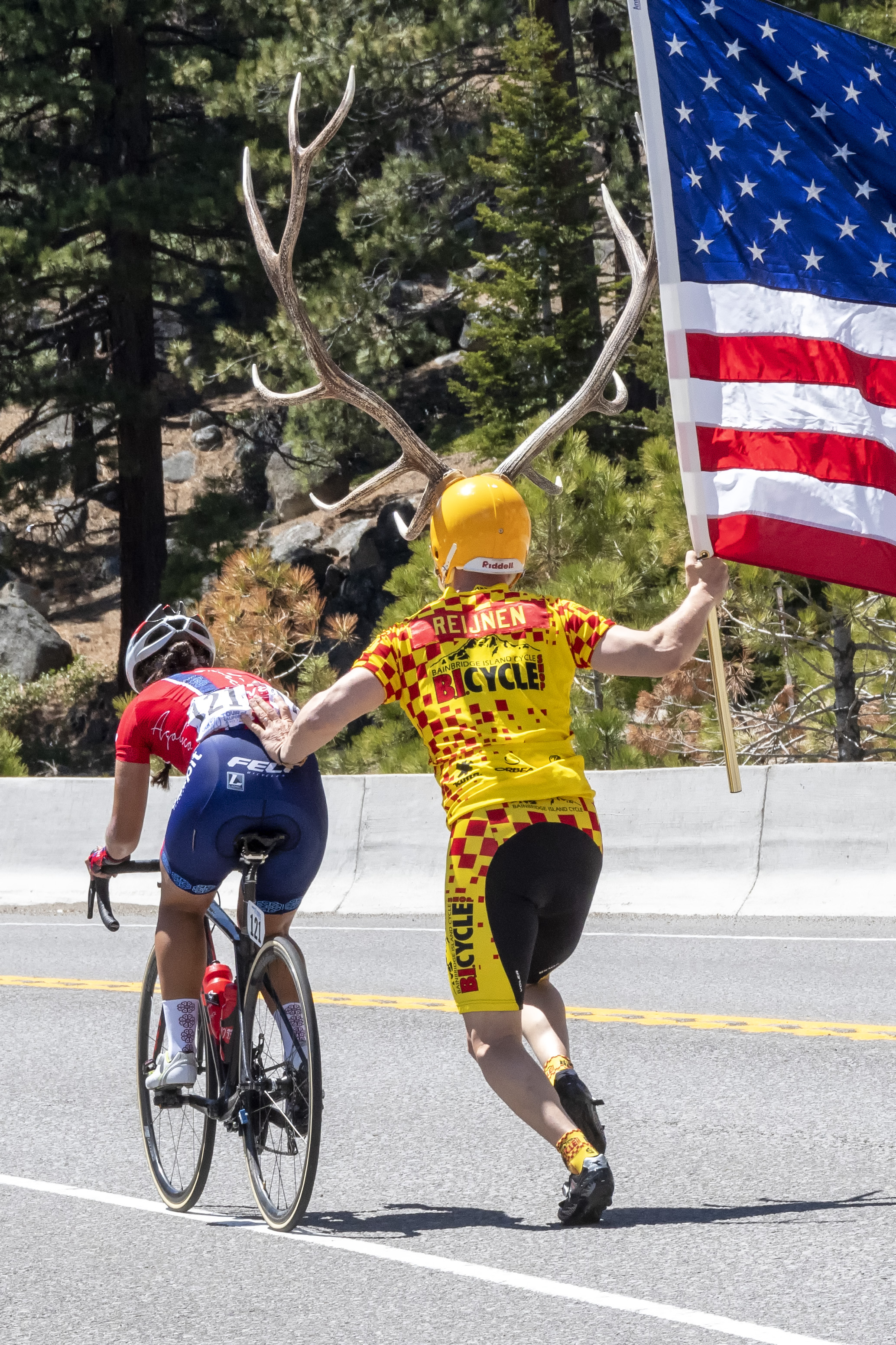
Колоритный болельщик на одном из горных этапов гонки в 2018 году

В 2006 году был создан мужской Тур Калифорнии. Спустя несколько лет одновременно с ним стали проводиться две женские гонки — Критериум Калифорнии (с 2008 по 2014) и Тур Калифорнии ITT  (с 2011 по 2015).
В 2015 году был организован уже женский Тур Калифорнии. Дебютная гонка прошла в рамках Женского мирового шоссейного календаря UCI. В 2016 году вошла в календарь только что созданного Женского мирового тура UCI.
В октябре 2019 года организаторы объявили о перерыве в проведении гонки с 2020 года сославшись в качестве причины на изменение основ бизнеса. С тех пор гонка больше не проводилась.
Маршрут гонки проходил в штате Калифорнии преимущественно в районе городов Саут-Лейк-Тахо, Элк-Гров и Сакраменто где был заключительный этап критериумного вида. Дистанция состояла из трёх или четырёх этапов протяжённость около 100 км каждый.
Организатором выступала компания Anschutz Entertainment Group. Генеральным спонсором являлась биотехнологическая компания Amgen, наиболее известная разработкой препарата против анемии эритропоэтина (ЭПО), который использовался профессиональными велосипедистами в нескольких скандалах с допингом крови.

## Призёры
| Год  | Победитель           | Второй            | Третий            |
| ---- | -------------------- | ----------------- | ----------------- |
| 2015 | Трикси Воррак        | Леа Кирхманн      | Лорен Комански    |
| 2016 | Меган Гарнье         | Кристин Армстронг | Эвелин Стивенс    |
| 2017 | Анна Ван дер Брегген | Кэти Холл         | Арленис Сьерра    |
| 2018 | Кэти Холл            | Тайлер Уайлз      | Катажина Невядома |
| 2019 | Анна Ван дер Брегген | Кэти Холл         | Эшли Молман       |